# Gillies MacKinnon
Gillies MacKinnon est un réalisateur écossais né le 8 janvier 1948 à Glasgow (Royaume-Uni).

## Biographie
Il est le frère de Billy MacKinnon (de), scénariste né en 1953.

## Filmographie

### Cinéma
- 1986 : Passing Glory (court métrage)
- 1992 : The Playboys
- 1994 : Le Cadeau du ciel (A Simple Twist of Fate)
- 1995 : Small Faces
- 1996 : Trojan Eddie
- 1997 : Regeneration
- 1998 : Marrakech Express (Hideous Kinky)
- 2002 : Reconnu coupable (The Escapist)
- 2002 : Pure
- 2005 : Tara Road
- 2014 : Castles in the Sky
- 2016 : Whisky Galore
- 2021 : Le Dernier Bus (The Last Bus)

### Télévision
- 1989 : Conquest of the South Pole (téléfilm)
- 1990 : 24 heures pour survivre (Screenplay) (série télévisée), saison 5, épisode 11 Needle
- 1991 : Screen Two (série télévisée), saison 8, épisode 1 The Grass Arena
- 1993 : Les Aventures du jeune Indiana Jones (série télévisée), saison 2, épisode 12 Ireland, April 1916
- 1998 : Screen Two (série télévisée), saison 15, épisode 7 Small Faces
- 1999 : The Adventures of Young Indiana Jones (série télévisée), épisode 7 Love's Sweet Song
- 2000 : The Last of the Blonde Bombshells (en) (téléfilm)
- 2004 : Gunpowder, Treason & Plot (en) (téléfilm)
- 2007 : The History of Mr Polly (téléfilm)
- 2008 : Scotland Yard, crimes sur la Tamise (Trial & Retribution) (série télévisée), épisode 3 Kill the King
- 2008 : The Commander : Abduction (téléfilm)
- 2009 : Zig Zag Love (téléfilm)
- 2010-2011 : Insoupçonnable (Above Suspicion) (série télévisée), 6 épisodes
- 2011-2012 : Inspecteur Gently (George Gently) (série télévisée), 3 épisodes
- 2013 : The Village (série télévisée), 2 épisodes
- 2018 : Torvill & Dean (téléfilm)

## Distinctions et nominations
- Primé au Dinard British Film Festival de 1991 d'un Golden Hitchcock pour The Grass Arena (1991)
- Primé au Week-end International du film de Würzburg (de) de 1993 de l'Audience Award pour The Playboys (1992)
- nommé aux BAFTA Awards en 1993 pour le Best Single Drama pour The Grass Arena (1991) avec Ruth Baumgarten et Frank Deasy (en)
- Primé au Edinburgh International Film Festival de 1995 pour le Best New British Feature pour Small Faces (1996)
- Primé au Rotterdam International Film Festival de 1996 d'un Tigre d'or pour Small Faces (1996)
- nommé au Dinard British Film Festival de 1996 en vue d'un Golden Hitchcock pour Trojan Eddie (1996)
- Primé au San Sebastián International Film Festival de 1996 de la Coquille d'or pour Trojan Eddie (1996)
- nommé aux BAFTA Awards d'Écosse en 1997 pour le titre de Best Writer pour Small Faces (1996) avec son frère Billy MacKinnon.
- nommé au Festival international du film d'Emden-Norderney de 1997 en vue d'un Emden Film Award pour Trojan Eddie (1996)
- nommé aux British Independent Film Awards de 1998 en vue du titre de Best British Director of an Independent Film pour Regeneration (1997)
- nommé aux Genie Awards de 1999 en vue du Genie de Best Achievement in Direction pour Regeneration (1997)
- Primé à la Berlinale de 2003 du Manfred Salzgeber Award pour Pure (2002)
- Primé au Festival international du film d'Emden-Norderney de 2003 d'un Emden Film Award pour Pure (2002)
- Primé au Festival international des programmes audiovisuels de Biarritz de Audiovisual Programming de 2005 d'un Golden FIPA pour les TV Series and Serials pour Gunpowder, Treason & Plot (téléfilm, 2004)